# مانويل جيمنس
مانويل جيمنس (بالإسبانية: Manuel Jimenes) (و. 1808 – 1854 م) هو سياسي من جمهورية الدومينيكان .